# 斑小蜻属
斑小蜻属（学名：Nannophyopsis）为蜻蜓科的一个属。该属最早由莫里茲·李甫廷克于1935年描述，該屬之下有两个物种，分布于东洋界。
该属的模式種是Nannophyopsis chalcosoma，它被認為是最小的蜻蜓，翼展比八丁蜻蜓還要小。

## 下属物种
本属包括以下物种：
- Nannophyopsis chalcosoma Lieftinck, 1935
- 膨腹斑小蜻 Nannophyopsis clara Needham, 1930